# Hirsingue
Hirsingue é uma comuna francesa na região administrativa de Grande Leste, no departamento Alto Reno. Estende-se por uma área de 12,92 km². Em 2010 a comuna tinha 2 173 habitantes (densidade: 168,2 hab./km²).